# جوليان لي غراند
جوليان لي غراند (بالإنجليزية: Julian Le Grand)‏ هو مفكر بريطاني، ولد في 29 مايو 1945.